# 鎌田通清
鎌田 通清（かまた みちきよ）は、平安時代後期の武士。河内源氏の郎党。鎌田氏の祖。

## 経歴
藤原秀郷の後裔を称する首藤氏の出身で、祖父・資清のころより代々河内源氏に従った。通清もまた源為義に重く仕え、妻は為義の長男・義朝の乳母を務めたという。元永2年（1119年）河内権守に任じられており、鎌田権守を称して鎌田氏を創めた。鎌田氏の由来は明らかでなく、相模国とも甲斐国巨摩郡の鎌田庄とする説もあるが定かではない。『山内首藤系図』によれば通清は駿河国の住人であり、北条時政の烏帽子親を務めたという。
子の政清は源義朝の股肱の臣として知られ、鎌倉時代まで鎌田氏は御家人として見られるが、それ以降の動向は定かではない。